# São Léo Open
Il São Léo Open è un torneo professionistico maschile di tennis che fa parte dell'ATP Challenger Tour. Si gioca su campi in terra rossa a São Leopoldo in Brasile. Venne inaugurato nel 2011 al Natomas Racquet Club e dismesso dopo l'edizione del 2012.
Fu ripristinato nel 2022 sui campi del São Leopoldo Tênis Clube e in tale occasione il torneo fu inserito nel circuito Legión Sudamericana creato per aiutare lo sviluppo professionale dei tennisti sudamericani.

## Albo d'oro

### Singolare
| Anno      | Campione            | Finalista       | Punteggio        |
| --------- | ------------------- | --------------- | ---------------- |
| 2024      | Daniel Vallejo      | Enzo Couacaud   | 6–3, 6–2         |
| 2023      | Non disputato       | Non disputato   | Non disputato    |
| 2022      | Juan Pablo Varillas | Facundo Bagnis  | 7–6(5), 4–6, 6–4 |
| 2021 2013 | Non disputato       | Non disputato   | Non disputato    |
| 2012      | Horacio Zeballos    | Paul Capdeville | 3–6, 7–5, 7–6(2) |
| 2011      | Leonardo Mayer      | Nikola Ćirić    | 7–5, 7–6(1)      |

### Doppio
| Anno      | Campioni                              | Finalisti                                      | Punteggio           |
| --------- | ------------------------------------- | ---------------------------------------------- | ------------------- |
| 2024      | Marcelo Demoliner Orlando Luz         | Liam Draxl Alexander Weis                      | 7–5, 3–6, [10–8]    |
| 2023      | Non disputato                         | Non disputato                                  | Non disputato       |
| 2022      | Guido Andreozzi Guillermo Durán       | Felipe Meligeni Alves João Lucas Reis da Silva | 5–1 rit.            |
| 2021 2013 | Non disputato                         | Non disputato                                  | Non disputato       |
| 2012      | Fabiano de Paula Júlio Silva          | Ariel Behar Horacio Zeballos                   | 6–1, 7–6(5)         |
| 2011      | Franco Ferreiro Rubén Ramírez Hidalgo | Gastão Elias Frederico Gil                     | 6(4)–7, 6–3, [11–9] |